# Fischspeere von Glindenberg
Die Fischspeere von Glindenberg wurden im Jahre 1935 beim Bau einer Autobahnbrücke über die Elbe bei Glindenberg, einem Ortsteil von Wolmirstedt in Sachsen-Anhalt, gefunden. Der für das Mittelelbegebiet einzigartige Fund von 22 mesolithischen (9000–5500 v. Chr.) Speerspitzen und einem Dechsel aus Rothirschgeweih lag etwa 3,5 m unter der Flusssohle, in einer dunkelgrünen sandig-tonigen Schlickschicht. Nur acht Speerspitzen sind komplett erhalten. Zehn weisen einen und sieben zwei Widerhaken auf, eine Geschossspitze hat keine Widerhaken. Eine Spitze lag neben den Teilen eines Unterkiefers und zweier Zähne eines Raubfisches, wohl eines Hechtes.
Die Speerspitzen wurden aus den Stangen des Rothirsches in langen Spänen herausgeschnitten. Bei einigen ist noch die geperlte Geweihoberfläche erkennbar. Die etwa 15 cm lange Queraxt war aus der Abwurfstange des Rothirsches gearbeitet. Die Perlung ist an einer Seite noch intakt. Die Geweihoberfläche wurde poliert.
Bereits im 19. Jahrhundert hatte man ein ähnliches Depot in der Niederung bei Kalbe an der Milde beim Ziehen von Entwässerungsgräben in fünf Fuß Tiefe geborgen. Es bestand aus 26 bis 30 Speerspitzen. In der gleichen Schicht fanden sich zahlreiche Fischgräten. Einige Spitzen hatten einen glatten Schaft. Die meisten sind jedoch auf einer Seite mit groben oder zahlreichen feinen, sägezahnartigen Einkerbungen versehen. Die Speerspitzen der Jäger und Sammler sind aus Knochen oder Geweih gefertigt worden. Einzelfunde von Speerspitzen aus Hirschgeweih kamen bei Nachterstedt, einem Ortsteil der Stadt Seeland im Salzlandkreis und am Bruchsberg beim ehemaligen Ascherslebener See, beide in Sachsen-Anhalt, zutage.
Anhand von archäologischen Vergleichsfunden in Skandinavien ist bekannt, dass Speerspitzen einzeln oder zu mehreren bebündelt mit Bast, Birkenpech und ähnlichen Klebstoffen an einem Holzschaft befestigt wurden. Die Funde von Glindenberg und Kalbe lassen vermuten, dass es sich um Deponierungen von Fischspeerspitzen handelt, also um eine absichtliche Niederlegung von Teilen von Jagdwaffen, deren hölzerner Anteil unter Umständen auch niedergelegt wurde, aber vergangen ist.